# Projection de Collignon

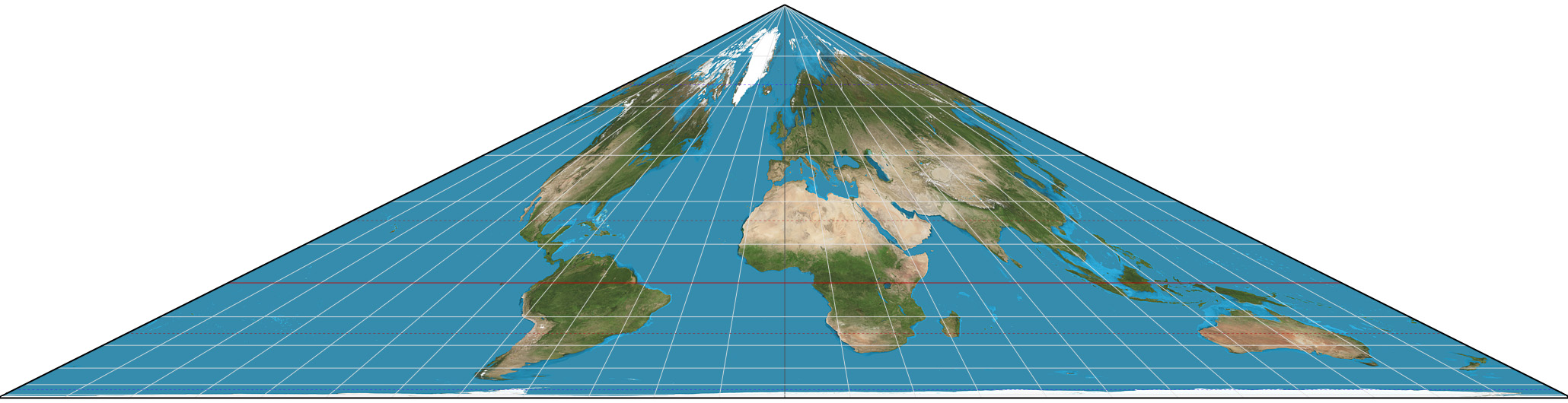
Projection de Collignon.

La projection de Collignon est une projection du globe pseudo cylindrique de surface égale présentée par Édouard Collignon en 1865 et ensuite citée par A. Tissot en 1881.